# Aihosan (Ort)
Aihosan ist eine osttimoresische Siedlung im Suco Maulau (Verwaltungsamt Maubisse, Gemeinde Ainaro). Das Dorf befindet sich im Südwesten der Aldeia Aihosan, auf einer Meereshöhe von 1362 m. Eine Straße verbindet Aihosan mit dem Dorf Hohulo im Osten und der Stadt Maubisse im Südwesten. Eine Piste führt nach Osten in das Dorf Hato-Lete.